# Eduardo Torroja
Pour les articles homonymes, voir Torroja.
Eduardo Torroja Miret est un ingénieur civil espagnol né à Madrid le 27 août 1899, mort dans la même ville le 15 juin 1961 .
Eugène Freyssinet l'a appelé le « Maître des constructions originales ». Avec Eugène Freyssinet, Robert Maillart et Pier Luigi Nervi, il a contribué à populariser l'emploi du béton armé dans le monde dans les années 1920. Torraja se distingue par sa vision esthétique du principe de la contrainte. Pour Frank Lloyd Wright, c'est l'ingénieur qui a le mieux exprimé ses principes de l'organicité de la construction tels qu'il les a définis : « form follows function » (la forme découle de la fonction) et « form and function are one » (la forme et la fonction sont un), avec le souci de respecter la nature des matériaux.

## Biographie
Eduardo Torroja appartient à une famille de scientifiques. Son père, Eduardo Torroja Caballé (1847-1918), marié à Mercedes Miret Salesasa, professeur d'université à Valence et Madrid. Architecte et mathématicien, il a rénové l'école espagnole de mathématiques et travaillé sur la géométrie projective de Karl Georg Christian von Staudt. Il a été élu en 1891 à l'académie royale des sciences exactes, physiques et naturelles où il est reçu en 1893. Il est le cadet de quatre frères. Son frère, José María a été ingénieur des routes, astronome et ingénieur géographe et a écrit de nombreux articles. Un autre frère, Antonio (1888 1974), a été ingénieur des mines, docteur en mathématiques et professeur à l'université de Barcelone. Son dernier frère, Juan, a été docteur en sciences physiques et a travaillé avec Leonardo Torres Quevedo dans son laboratoire de recherches. José María et Antonio ont été membres de l'académie royale des sciences.
Il commence ses études d'ingénieur à l'École spéciale des routes, canaux et ports de Madrid (Escuela Técnica Superior de Ingenieros de Caminos, Canales y Puertos (fait partie aujourd'hui de l'Université polytechnique de Madrid) en 1917. Il y suit les cours de José Eugenio Ribera qui a écrit le livre Puentes de fábrica y hormigón armado, et de Juan Manuel de Zafra auteur de Puertos y Señales Marítimas y hormigón armado qui ont orienté sa carrière. Il obtient son diplôme d'ingénieur en 1923. Il commence à travailler la même année, jusqu'en 1927, dans la Société des constructions hydrauliques et civiles Hidrocivil, dirigée par Jose Eugenio Ribera, pionnier de l'utilisation du béton armé en Espagne.
En 1927, il fait partie des constructeurs de la cité universitaire de Madrid, où il rencontre les principaux architectes de l'époque, ce qui l'aide à orienter ses idées esthétiques. Il commence alors une riche carrière, jalonnée de projets et d'ouvrages originaux qui lui ont donné une renommée internationale, en particulier le marché central d'Algésiras, le fronton de Recoletos et la couverture de la tribune de l'hippodrome de la Zarzuela.
En 1934, il fonde l'Institut technique de la construction et du bâtiment.
À partir de 1939, il associe son travail avec l'enseignement à l'Escuela de Ingenieros de Caminos et de chercheur à l'Instituto Tecnico de la Construcción y Edificación, et il participe à des congrès et en donne des conférences dans le monde entier.
Il décède en 1961 et est nommé marquis à titre posthume par le dictateur Franco, perpétuant ainsi le marquisat à travers sa famille, dont sa petite-fille, la chanteuse Ana Torroja.

## Quelques ouvrages
- Chai González Byass, Jerez.
- Aqueduc de Tempul sur le Guadalete (Jerez de la Frontera) (1925)
- Mur de retenu de Cantarranas (1933)
- Marché central d'Algésiras (1935), exécuté par l'architecte Manuel Sánchez Arcas ;
- Couverture de la tribune de l'hippodrome de la Zarzuela (Madrid).
- Viaduc de los Quince Ojos (dans la Cité universitaire de Madrid).
- Viaduc de Aire (1932), aujourd'hui détruit (dans la Cité universitaire de Madrid).
- Centrale thermique de la cité universitaire (Madrid).
- Viaduc Martín Gil (1934-1942) au-dessus le l'Esla pour la ligne de chemin de fer Zamora-Orense (la construction a été dirigée par Francisco Martín Gil, mort en 1934).
- Fronton de Recoletos (Madrid).
- Pont en fer de Sancti-Petri  (San Fernando (Cadix)).
- Pont de San Telmo (Séville) avec José Eugenio Ribera Dutaste (1926-1931)[3].
- Pont del Pedrido(province de La Corogne).
- Aqueduc de Alloz (Communauté forale de Navarre)[4].
- Stade de football de Las Corts (1943).
- Église de San Nicolás (Gandia), en collaboration avec l'architecte Gonzalo Echegara y Comba  (1959-1962).
- Église de Pont de Suert, (province de Lérida) (1952).
- Club Táchira de Caracas en collaboration avec l'architecte Fruto Vivas
- Barrage de Canelles (1956), avec Carlos Benito Hernández.
- Hangar de Cuatro Vientos (1949).
- Hangars de Torrejón de Ardoz et Barajas.
- Pont mixte acier-béton sur le Muga (1939), avec Gabriel Andreu Elizaicin.
- Pont mixte acier-béton sur le Tordera (1939), avec César Villalba Granada et Gabriel Andreu Elizaicin.
- Chapelle de l'Ascension de Xerallo (1952).
- Chapelle du Saint-Esprit (1953).
- Coque de la toiture de l'église de la paroisse de Saint André apôtre (1935), à Villaverde, Madrid.
- Réservoir d'eau hyperbolique de Fedala (1956) à Marruecos[5].
- La halle Boëtticher (1944), à Villaverde (Madrid)[6].

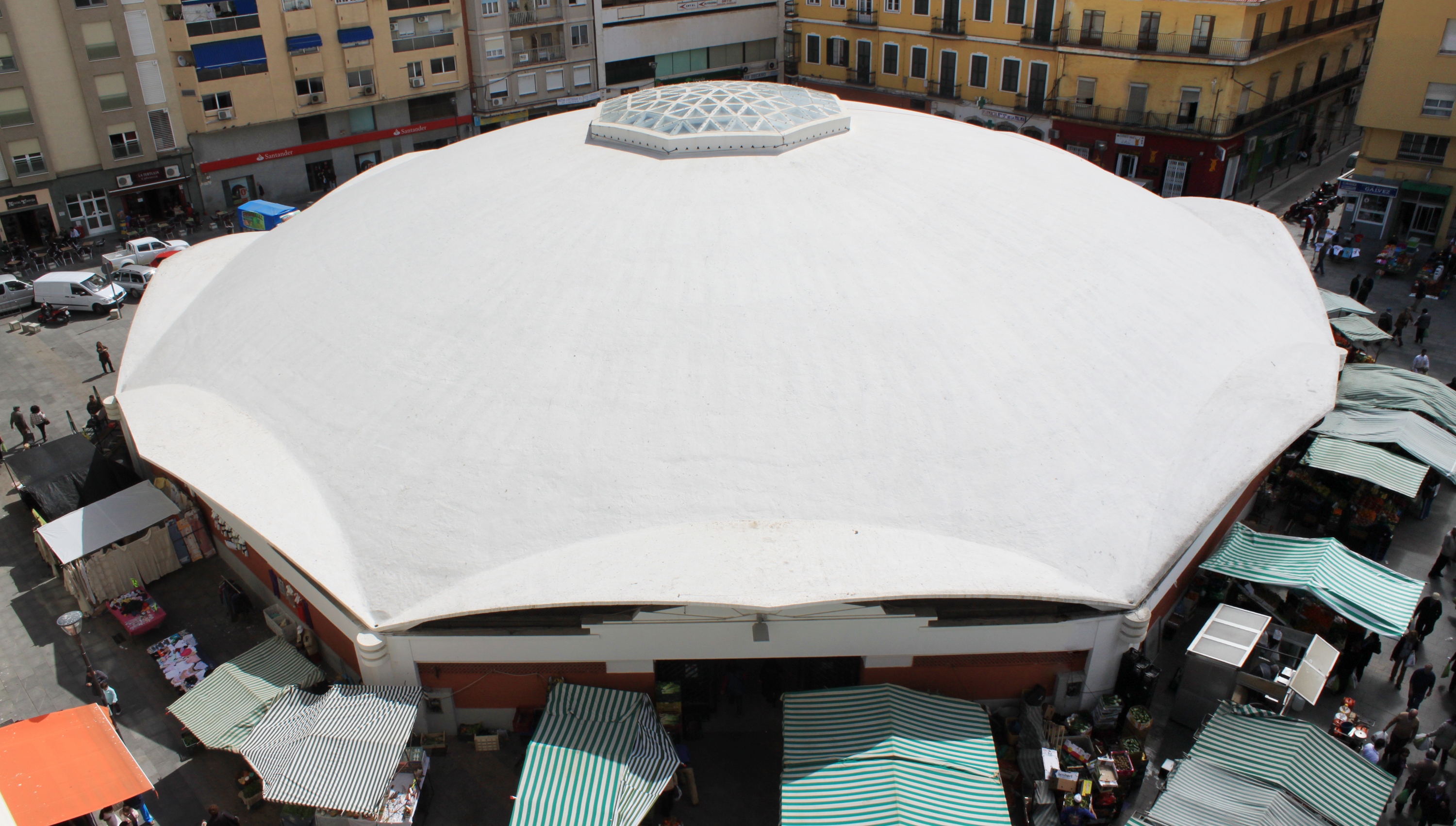
Marché central d'Algésiras
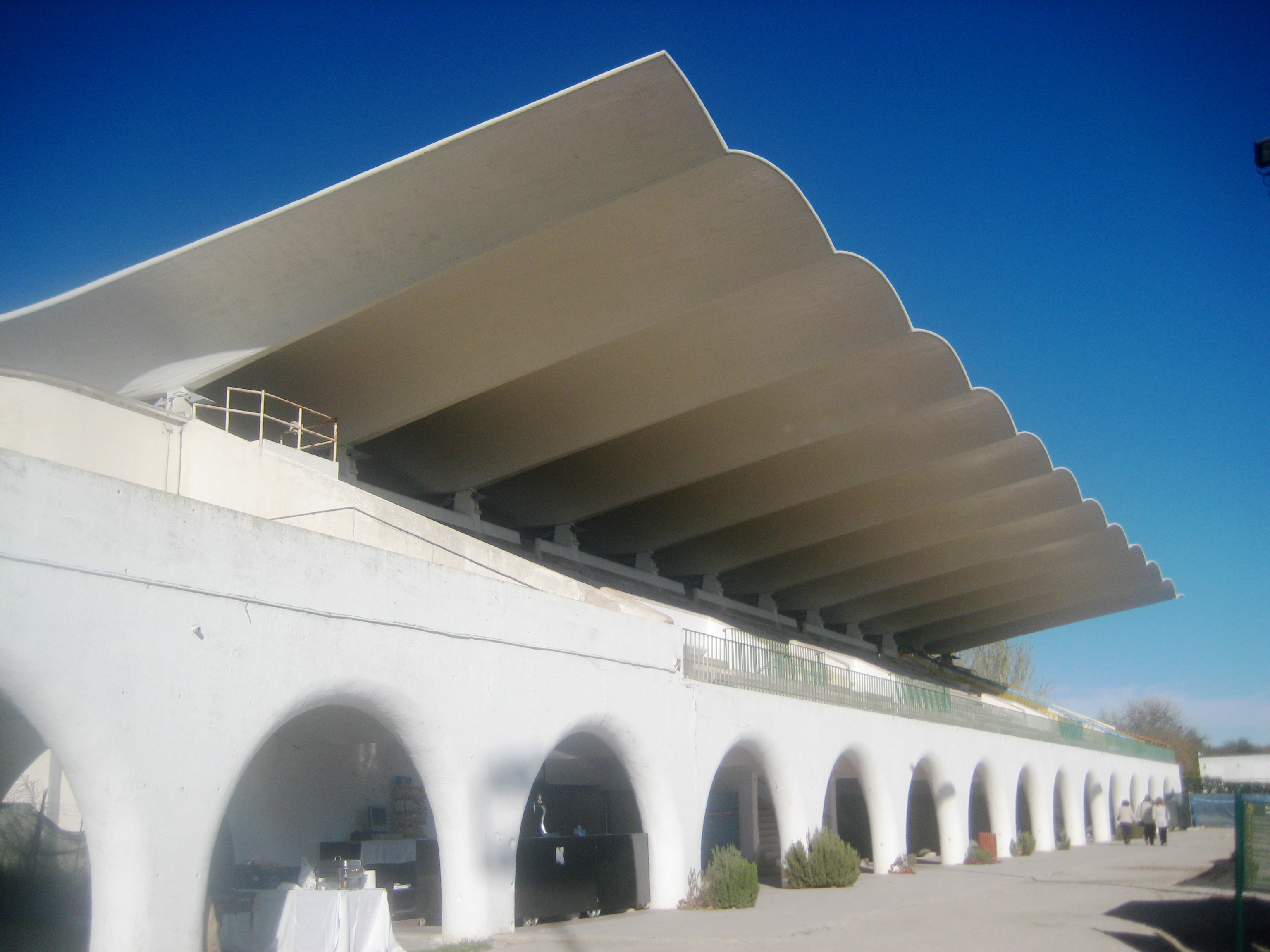
Couverture de la tribune de l'hippodrome de la Zarzuela
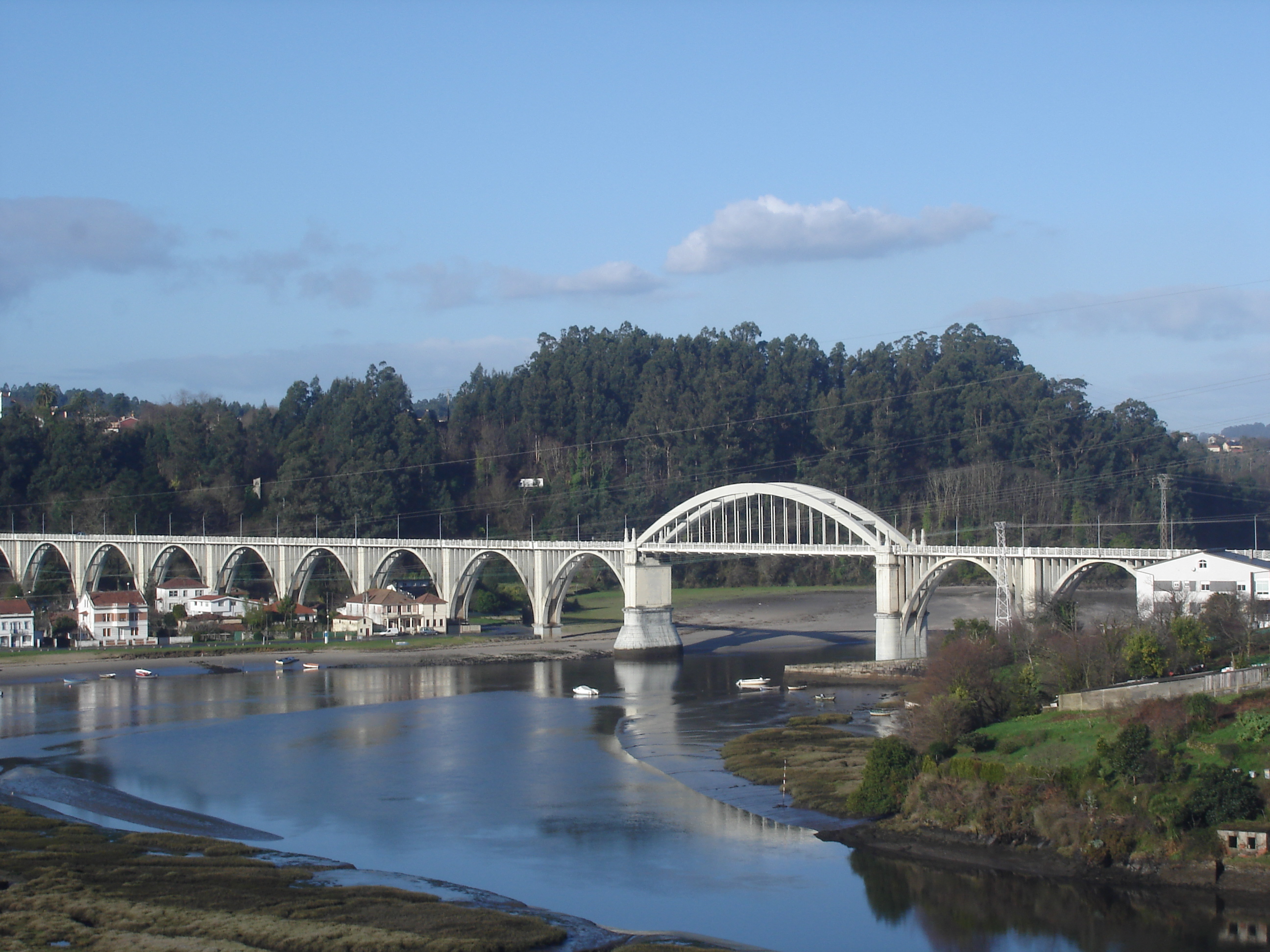
Pont de Pedrido
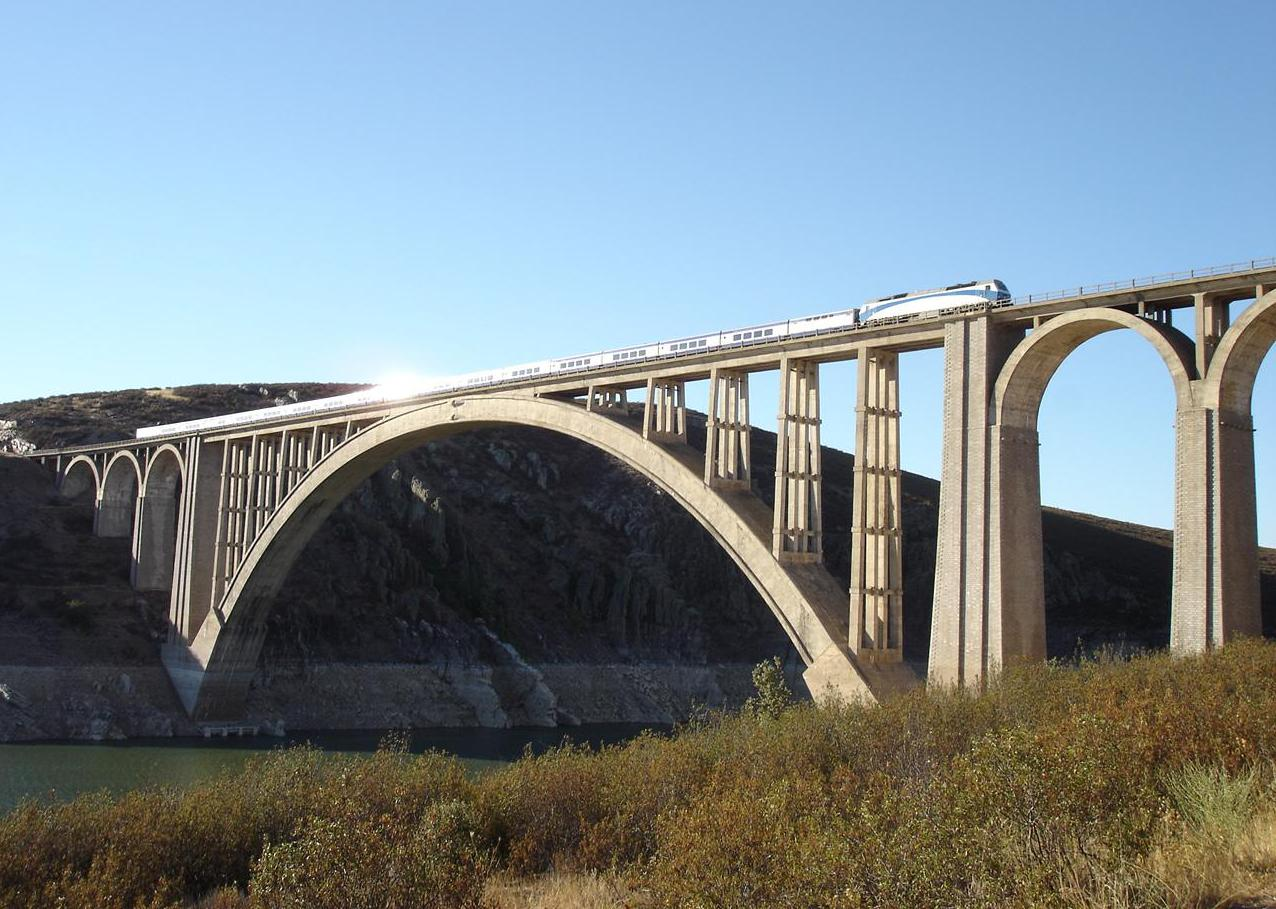
Viaduc Martín Gil
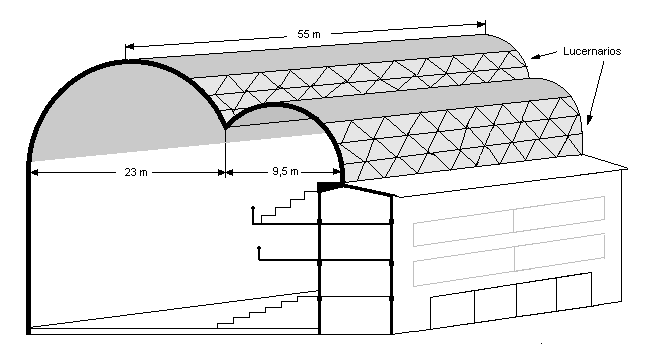
Fronton de Recoletos

## Publications
- Cálculo de los cajones de hormigón armado para aire comprimido, Madrid, 1926.
- Botadura y fondeo de los cajones de cimentación del puente de San Telmo, Madrid, 1926.
- Acueducto Sifón sobre el río Guadalete, Madrid, 1927 (lire en ligne).
- L´emploi des cábles d´acier dans les constructions en béton armé, Congrès de l'Association internationale des Ponts et Charpentes, Vienne, 1929.
- Los Viaductos de la Ciudad Universitaria, Madrid, 1932.
- La nueva línea de tranvía de puerta de Hierro, Madrid, 1934.
- Las obras de fábrica para la urbanización de la Ciudad Universitaria, Madrid, 1935.
- Modernas orientaciones en la determinación de la resistencia de las estructuras de hormigón, Madrid, 1935.
- Cubiertas Laminares de Hormigón Armado, Madrid, 1936.
- Obras de hormigón armado, Madrid, 1936.
- Sobre los errores de la medida de las deformaciones en el interior de los macizos por aplicación de la teoría de las cuerdas vibrantes, Madrid, 1936.
- Le voile mince du Fronton Recoletos à Madrid, Association Internationale des Ponts et Charpentes, Zurich, 1938.
- Estudio de un muro de contención formado por membranas en conoide, utilizable para muelles de atraque, Madrid, 1939.
- Estructura del Edificio para la Unión y el Fénix en Sevilla, Madrid, 1940.
- El problema general de la auscultación, Madrid, 1940.
- Estructura de la tribuna del nuevo Hipódromo de Madrid, Madrid, 1941 (lire en ligne).
- Orientaciones para el cálculo anelástico de piezas prismáticas de hormigón armado, Madrid, 1941.
- Un novo tipo di muro di sostengo e le sue possibilitá di calcolo, Ricerche d´Ingeneria, Roma, 1941.
- El cálculo de una lámina cilíndrica polilobular, Madrid, 1942.
- El comportamiento resistente de una cubierta laminar, Madrid, 1942.
- Viaducto Martín Gil, Revista de Obras Públicas, Madrid, 1942-1943[7].
- Comprobación y comportamiento de una estructura laminar, Madrid, 1942.
- Sulla struttura delle tribune del nuevo Hipódromo di Madrid, Ricerche d´ingeneria, Roma, 1942.
- La calefacción a distancia de la Ciudad Universitaria de Madrid, Madrid, 1943.
- Nueva Teoría anelástica del hormigón armado, Madrid, 1943.
- Variantes modernas en las estructuras de puentes, Madrid, 1944.
- Discurso de ingreso en la Real Academia de Ciencias, Madrid, 1944.
- Estudio teórico y fotoelástico de emparrillados, Madrid, 1944.
- Coeficientes de seguridad en la comprobación de secciones de hormigón armado, Madrid, 1945.
- Métodos heterodoxos para la comprobación de secciones de hormigón armado, Madrid, 1945.
- Las estructuras mixtas y el puente de Tordera, Madrid, 1945 (lire en ligne).
- Reglas y fórmulas prácticas para el dimensionamiento de secciones, Madrid, 1946.
- Cálculo rápido de arcos empotrados, Madrid, 1946.
- Dimensionamiento y comprobación rápida de arcos empotrados para puentes, avec F. G. Monje, Madrid, 1947.
- La cimentación de la Nueva Facultad de Medicina de Valladolid, avec Carlos Benito, Madrid, 1947.
- El puente de Luzancy, Madrid, 1947 (lire en ligne).
- Orientaciones para el cálculo anelástico de piezas prismáticas de hormigón armado, Madrid, 1947.
- Rapport sur les voiles minces construits en Espagne, Congrès A.I.P.C., Liège, 1948.
- Note sur le coefficient de securité, Congrès A.I.P.C., Liège, 1948.
- Alloz Aqueduct, Concrete and Construction Engineering, 1948.
- Fundamentos para el cálculo de estructuras lineales planas, Madrid, 1949.
- Introducción al estudio de estructuras laminares. Cilindros, avec J. Batanero, Madrid, 1949.
- Representación icnográfica de estructuras de hormigón armado normales en edificación, Madrid, 1949.
- Sobre el cálculo de estructuras endo-hiperestáticas, Madrid, 1949.
- Cubiertas laminares por cilindros, avec J. Batanero, Madrid, 1950.
- Safety Factor Calculation, Congrès A.I.P.C., Cambridge, 1952.
- Le calcul en prérupture du betón armé précontraint, avec A. Paez, Congrès A.I.P.C., Cambridge, 1952.
- Laboratorio Central de Ensayos de Materiales de Construcción, Madrid, 1953.
- Cálculo de esfuerzos en estructuras reticulares, Madrid, 1954.
- Set concrete and reinforced concrete, Amsterdam, 1954.
- Le nuove forme a guscio, Corso di perfezionamento per le costruzioni in cemento armato, 1954.
- Wirtschaftliche Gestaltung von Staumauren durch Modellversuche, Beton und Stahlbau, 1955.
- Notes on Structural Expresión, Art and Artist, Université de Californie, 1956.
- Stands at Madrid Racecourse, Concrete and Constructional Engineering, 1956.
- Rapport géneral sur les questions spéciales relatives au béton armé et au béton précontraint, Congrès A.I.P.C., Lisbonne, 1956.
- Tendances actuelles dans le domaine de la construction et de l´architecture en béton armé, France, 1956.
- Le forme a guscio, Roma, 1957.
- Bridges and Aqueducts, Californie, 1957.
- Razón y Ser de los Tipos Estructurales, Madrid, 1957, nouvelle publication en 2010  (ISBN 9788400086121)
- New Developments in Shell Structures, dans 2th Symposium on Concrete Shell Roof Construction, Oslo, 1957.
- L´activité de I´Institut Espagnol de la Construction et du Ciment, 1957; Philosophy of Structures, Berkeley, 1958.
- The Structures of Eduardo Torroja, New York, 1958.
- La cuba hiperbólica de Fedala, Madrid, 1958.
- Armaduras autopretensadas y pretensados sin armaduras, Madrid, 1959.
- Lámina plegada de la Universidad de Tarragona, Madrid, 1959.
- La evolución de las formas estructurales, en relación con sus materiales, a lo largo de la historia de la construcción, Madrid, 1960.
- Recomendaciones prácticas para el empleo de los distintos tipos de conglomerantes, avec P. Garcia de Paredes et J.Nadal, Madrid, 1961.
- Pliego de Condiciones de Hormigón armado de la estructura, Madrid, 1960.
- El método del momento tope para la flexión y la compresión simples o compuestas en hormigón armado, avec A. Paez et J.M. Urcelay, Madrid, 1961.
- Instrucción H.A.61 especial para estructuras de hormigón armado, primera parte, Madrid, 1961.
- Instrucción Eduardo Torroja H.A.61 Especial para estructuras de hormigón armado, segunda y tercera parte, Madrid, 1961.
- Les structures architecturales - Leur conception, leur réalisation, 2e édition, éditions Eyrolles, Paris 1971, p. 412

## Distinctions
- Prix national d'architecture (1932)
- Grand-croix de l'ordre du Mérite civil d'Espagne
- Grand-croix de l'ordre d'Alphonse X le Sage
- Docteur honoris causa de l'École polytechnique fédérale de Zurich.
- Docteur honoris causa de l'université de Toulouse.
- Docteur honoris causa de l'université de Buenos Aires.
- Docteur honoris causa de l'université de Louvain.
- Docteur honoris causa de l'université catholique du Chili.

## Divers
Son nom a été donné à un centre de recherche scientifique sur les matériaux, l'Instituto de ciencas de la construcción Eduardo Torroja.
La Fundación Eduardo Torroja a été créée en 2004.